# Richard Perls
Richard Perls (* 6. Januar 1873 in Gleiwitz; † 24. November 1898 in München) war ein deutscher Lyriker.

## Leben
Perls stammte aus einer Breslauer Bankiersfamilie. Er begann bereits mit 17 Jahren ein Studium der Physik an der Friedrich-Wilhelms-Universität zu Berlin. Einer seiner dortigen Lehrer war Hermann von Helmholtz, bis er nach München wechselte, wo er bei Theodor Lipps Psychologie studierte. Der hochbegabte Perls wurde schnell gern gesehenes Mitglied intellektueller Kreise. In den 1890er Jahren war er etwa mit Theodor Lessing und Ludwig Klages verbunden. Er machte überall viel Eindruck. Lessing schrieb: „Richard Perls war ein Jüngling von großer Schönheit, nicht unähnlich dem Jugendbilde Heinrich Heines, spöttisch-träumerisch und stark überzüchtet“. Perls interessierte sich besonders für die Literatur des französischen Symbolismus, er las etwa Werke Joris-Karl Huysmans’, Charles Baudelaires, Paul Verlaines und Stéphane Mallarmés. Schon bald hatte er überdies eine beachtliche Sammlung wertvoller Erstausgaben und Widmungsexemplare von symbolistischen und anderen Schriften beisammen. Über Ludwig Klages lernte er im Frühjahr 1895 in München Stefan George kennen, der ihn nachhaltig beeindruckte und beeinflusste. In Georges Blättern für die Kunst veröffentlichte er in der Folgezeit zahlreiche Gedichte.
Seine vielversprechende literarische und intellektuelle Karriere scheiterte jedoch schon früh, weil Perls schon vor der Begegnung mit George stark morphiumabhängig wurde. Im Mai 1895 brach Perls zu einer Reise durch Europa auf, die ihn zunächst über Sils-Maria und Innsbruck nach Rom führte. Dort verkehrte er in Henriette Hertz’ Salon im Palazzo Zuccari, wo er unter anderen Sabine und Reinhold Lepsius kennenlernte. Ihnen schwärmte er von Stefan George und seiner Dichtung vor. Danach fuhr er weiter nach Paris, wo er den polnischen Dichter Wacław Rolicz-Lieder kennenlernte, einen Freund Georges. Über Brüssel, wo er George noch einmal traf, kehrte Perls 1896 nach München zurück. Dort begann er eine Entziehungskur, die er aber schnell wieder abbrach. Sein körperlicher Verfall infolge der Morphiumsucht schritt immer weiter voran. 1897 reiste er noch einmal nach Paris, wo Lieder ihn pflegte. Hier lernte er auch Oscar A. H. Schmitz kennen, der später über ihn schrieb: „Wenn es einen Menschen in Deutschland gab, der das wirklich verkörperte, was man damals ‚fin de siècle‘ nannte, so war es dieser an Huysmans und Baudelaire, Verlaine und Mallarmé genährte, hoffnungslose junge Mensch“.
Zurück in München wurde Perls’ körperliche Verfassung unerträglich. Lessing berichtete von seinem letzten Treffen mit ihm, er habe „in einer Wanne voll heissen Wassers“ gelegen, „weil schon die Berührung des Hemdes die von Geschwüren bedeckte Haut folterte. Er schrie und wimmerte; kein Wächter hielt stand“. Perls starb schließlich Ende November 1898, im Alter von 25 Jahren. George veröffentlichte daraufhin „Einige Verse aus dem Nachlass von Richard Perls“ in den Blättern für die Kunst. Außerdem stellte er mit Schmitz und Karl Wolfskehl, der Perls ebenfalls gekannt hatte, einige „Gedenksprüche“ zusammen. Darunter befand sich Georges Gedicht Fahrt-Ende. An Richard Perls, das auch im Band Der Teppich des Lebens und die Lieder von Traum und Tod. Mit einem Vorspiel (1899) veröffentlicht wurde.

## Probegedicht:Blumen vom Tode I
Blumen vom Tode

I.

Wie die seelen ineinander glühen

Wenn die töne deiner hand entrauschen

Wie die bunten blumen still erblühen

Wenn wir leise dunkle worte tauschen!

Nimm den dingen ihre kostbarkeiten!

Flicht die welten zum verwegnen kranz

Und beim spiele dunkler traurigkeiten

Locke seelen zu dem lezten tanz!

Neige dann in reinheit dich mir nieder

Raune das geheimnis leis mir zu

Und ich küsse deine müden lider

Berge dich in traumestiefer ruh.